# Chad Gable
Charles (Chas) Edward Betts (Minneapolis, Minnesota, 8 maart 1986), beter bekend als Chad Gable, is een Amerikaans professioneel worstelaar en voormalig amateur worstelaar die sinds 2013 actief is in de World Wrestling Entertainment. Betts is een 4-voudig Tag Team Champion.
Betts heeft een carrière gevolgd in het amateur worstelen. In 2012 nam hij deel aan de Olympische Zomerspelen in Londen. In 2013 raakte hij betrokken bij WWE en onderging training voordat hij verwezen werd naar hun opleidingscentra NXT. Gable is een voormalige NXT Tag Team Champion en SmackDown Tag Team Championship met Jason Jordan als American Alpha, voordat het team uit elkaar ging. Tevens is Gable een 2-voudig Raw Tag Team Champion, waarvan de laatste keer, nog recent, in een aflevering van Raw op 10 januari 2022. Gable is hiermee de tweede worstelaar in WWE die zowel het NXT, Raw als SmackDown Tag Team Championships wist te bemachtigen.

## Andere media
Gable maakte hij zijn videogamedebuut als speelbaar personage in WWE 2K17 en is sindsdien verschenen in WWE 2K18, WWE 2K19, WWE 2K20 en WWE 2K22.

## Prestaties

### Amateur worstelen
- High School
  - Minnesota State Wrestling Champion (2004)
  - Minnesota State Wrestling 4th Place (2003)
- International Medals
  - World University Games Zilver (2006)
  - Pan-American Championships Goud (2012)
  - Gedza International Zilber (2012)
  - Pan-American Olympic Qualifier Zilver (2012)
  - Granma Cup Bronze medal (2012)
  - Dave Schultz Memorial International Goud  (2012)
- Olympische Spelen
  - Olympische Zomerspelen (2012)

### Professioneel worstelen
- Pro Wrestling Illustrated
  - Gerangschikt op nummer 83 van de top 500 singles worstelaars in de PWI 500 in 2019[11]
- Rolling Stone
  - Most Promising Youngster of the Year (2017)[12]
- Wrestling Observer Newsletter
  - Rookie of the Year (2015)
  - Most Underrated (2019)
  - Worst Gimmick (2019) als Shorty G
- WWE
  - NXT Tag Team Championship (1 keer) – met Jason Jordan[13]
  - WWE Raw Tag Team Championship (2 keer) – met Bobby Roode (1) en Otis (1)[13]
  - WWE SmackDown Tag Team Championship (1 keer) – met Jason Jordan[13]